# Torre Moline
Torre Moline (o Torre Molini, o Torre de' Molini) è un'antica torre antisaracena, edificata dopo il 1473, anno di emanazione dei Capitoli della Bagliva, nell'allora feudo di Maruggio, nell'attuale centro abitato di Campomarino di Maruggio, sempre nel comune di Maruggio, nel Salento settentrionale.

## Posizione
La torre è situata a 7 m s.l.m. in pieno centro di Campomarino in piazzale Italia. Comunica ad ovest con Torre dell'Ovo (tra la Torre Ovo-Librari-Trullo di Mare e Campomarino), dalla quale dista 5 km, e a est con Torre Borraco (tra Campo de' Messapi e Campomarino) dalla quale dista 4 km.

## Caratteristiche
È diversa dalle altre torri tipiche del regno perché sprovvista di caditoie e beccatelli, anche se non si sa con certezza la forma originaria di essa. Le sue dimensioni sono 10,30 x 10,85.

## Storia
Il suo nome si riconduce al fatto che in questo luogo si tagliavano, dagli scogli del mare, le pietre che poi sarebbero servite per i “molini”.
Questa torre non compare nell'elenco del 1569 ma abbiamo notizia del torriero del 1583, Francesco de Carbuines.
Il corpo di guardia posto sulla torre doveva segnalare qualsiasi avvistamento di nave sospetta e di dare immediata notizia al Commendatore dell'Ordine di Malta che risiedeva a Maruggio.
La torre è stata utilizzata per alcuni anni fino al 1980 dalla Guardia di Finanza di Manduria. Oggi la torre appartiene al comune di Maruggio ed è sede del Museo dell'Archeoplastica, inaugurato nel 2023.